# Pellita catalonica
Pellita catalonica is een soort in de taxonomische indeling van de Amoebozoa. Deze micro-organismen hebben geen vaste vorm en hebben schijnvoetjes. Met deze schijnvoetjes kunnen ze voortbewegen en zich voeden. Het organisme komt uit het geslacht Pellita en behoort tot de familie Pellitidae. Pellita catalonica werd in 2005 ontdekt door Smirnov & Kudryavtsev.